# 三・一運動
三・一運動（さん・いちうんどう、サムイルうんどう、朝: 삼일운동）は、1919年（大正8年）3月1日に日本統治時代の朝鮮で発生した大日本帝国からの独立運動。
独立万歳運動（どくりつばんざいうんどう）、己未独立運動（きびどくりつうんどう、기미독립운동）とも。日本では、朝鮮騒擾事件（ちょうせんそうじょうじけん）、萬歳騒擾事件（ばんざいそうじょうじけん）、万歳事件（ばんざいじけん）、三・一独立運動（さん・いちどくりつうんどう、サムイルどくりつうんどう）とも呼ばれる。
現在の韓国では肯定的に評価され、3月1日を「三一節（朝: 3·1절）」として政府が国家の祝日に指定しており、同日には現職大統領が出席して演説を行う記念式典が開催されるなどしている。
朝鮮民主主義人民共和国（北朝鮮）では三・一人民蜂起（さんいちじんみんほうき、3.1인민봉기）と呼ばれる。北朝鮮では韓国とは反対に、「失敗したブルジョワ蜂起」と否定的な評価をしているなど、今なお敵国同士である南北での認識に差がある。

## 概要
第一次世界大戦末期の1918年（大正7年）1月、アメリカ合衆国大統領ウッドロウ・ウィルソンにより"十四か条の平和原則"が発表された。これを受け、民族自決の意識が高まった李光洙ら留日朝鮮人学生たちが東京府東京市神田区（現：東京都千代田区神田駿河台）のYMCA会館に結集し、「独立宣言書」を採択した（二・八独立宣言）ことが伏線となったとされる。この時の独立宣言書は金瑪利亜（金マリア）によって日本から朝鮮に運ばれた。一方民衆では、スペイン風邪の誤った対応のため民心は悪くなり、日本が朝鮮王を毒殺したという噂が広まった。これに呼応した朝鮮のキリスト教、仏教、天道教の各宗教指導者ら33名が、3月3日に予定された大韓帝国初代皇帝高宗（李太王）の葬儀に合わせ、行動計画を定めたとされる。
3月1日から3月14日までの間に、鎮圧に軍も出動し、朝鮮人の死者数千人、負傷者１万数千人がでている。一方、日本人死者10人、 負傷者15人が出ている。

## 経緯

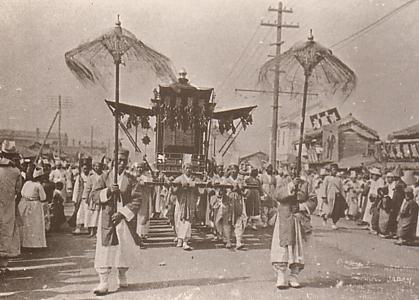
運動の引き金となった高宗の葬儀

### 民族代表33人
3月1日午後、京城（現・ソウル）中心部のパゴダ公園（現・タプコル公園）に宗教指導者らが集い、「独立宣言」を読み上げることを計画した。実際には仁寺洞の泰和館（テファグァン）に変更され、そこで宣言を朗読し万歳三唱をした。参加者は、以下の33名であり、しばしば民族代表33人といわれる。
| 宗教       | 人名   | 役職                       |
| ---------- | ------ | -------------------------- |
| 天道教     | 孫秉熙 | 天道教前教主               |
| 天道教     | 権東鎮 | 天道教教師                 |
| 天道教     | 呉世昌 | 天道教教師                 |
| 天道教     | 林礼煥 | 天道教教師                 |
| 天道教     | 羅仁協 | 天道教教師                 |
| 天道教     | 洪基兆 | 天道教教師                 |
| 天道教     | 朴準承 | 天道教教師                 |
| 天道教     | 梁漢黙 | 天道教教師                 |
| 天道教     | 権秉悳 | 天道教教師                 |
| 天道教     | 羅龍煥 | 天道教教師                 |
| 天道教     | 李鍾勲 | 天道教長老                 |
| 天道教     | 洪秉箕 | 天道教長老                 |
| 天道教     | 李種一 | 「天道教月報」編集長       |
| 天道教     | 崔麟   | 普成高等普通学校校長       |
| 天道教     | 金完圭 | 一般信徒                   |
| キリスト教 | 李昇薫 | 長老派教会長老             |
| キリスト教 | 李明龍 | 長老派教会長老             |
| キリスト教 | 朴熙道 | キリスト教青年会中央幹事   |
| キリスト教 | 李甲成 | セブランス病院事務員       |
| キリスト教 | 梁甸伯 |                            |
| キリスト教 | 金秉祚 |                            |
| キリスト教 | 劉如大 |                            |
| キリスト教 | 吉善宙 |                            |
| キリスト教 | 呉夏英 | 南部メソジスト牧師         |
| キリスト教 | 申錫九 | 南部メソジスト牧師         |
| キリスト教 | 鄭春洙 | 南部メソジスト牧師         |
| キリスト教 | 崔聖模 | 北部メソジスト牧師         |
| キリスト教 | 李弼柱 | 北部メソジスト牧師         |
| キリスト教 | 申洪植 | 北部メソジスト牧師         |
| キリスト教 | 金昌俊 | 北部メソジスト伝道師       |
| キリスト教 | 朴東完 | 北部メソジスト教会補佐書記 |
| 仏教       | 韓龍雲 | 臨済宗僧侶                 |
| 仏教       | 白龍城 | 曹渓宗僧侶                 |

独立宣言書は崔南善（チェナムソン）によって起草され、1919年（大正8年）2月27日までに天道教直営の印刷所で2万1千枚を印刷し、その後、天道教とキリスト教の組織網を通じて朝鮮半島13都市に配布したとされる。高宗の国葬が行われる3月3日に向けて独立運動が計画されるようになった。朴泳孝など高官への働きかけや学生に対する参加呼びかけも行ったが、前者への働きかけは成功しなかった。

### 独立宣言
独立宣言は、以下の一文から始まっている。

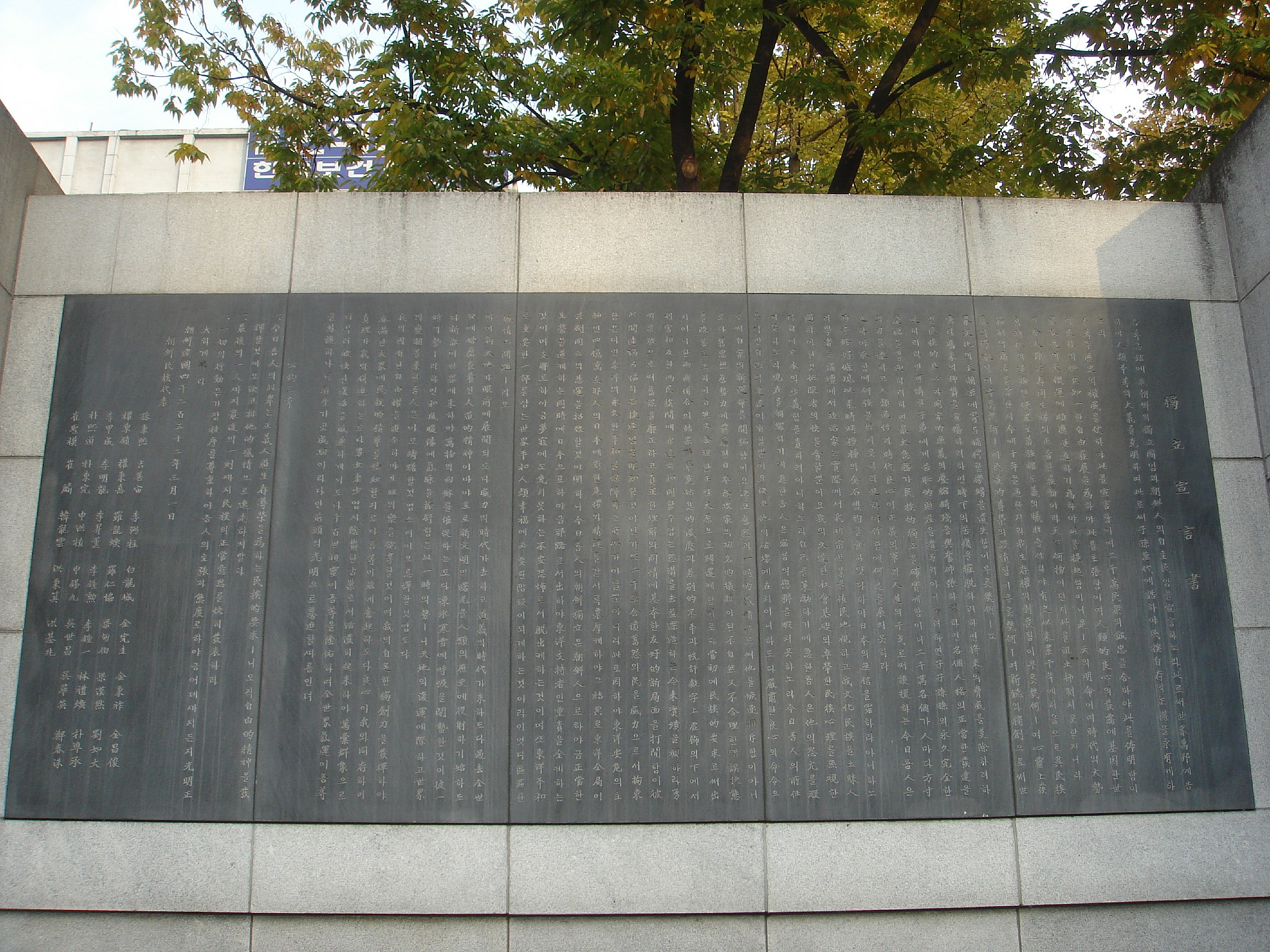
タプコル公園にある独立宣言書のモニュメント

なお、北朝鮮側は、独立宣言を「投降主義分子がウッドロウ・ウィルソン（アメリカ合衆国大統領）の民族自決主義に無駄な期待を掛け、請託と物乞いで独立を離陸させようとして繰り広げたどんちゃん騒ぎ」として否定的な評価を行っている

### 運動の広がり
発端となった民族代表33人は逮捕されたものの、本来独立宣言を読み上げるはずであったパゴダ公園には女学生を含めた数千人規模の学生が集まり、その後市内をデモ行進した。道々「独立万歳」と叫ぶデモには、次々に市民が参加し、数万人規模となったという。以降、キリスト教などの朝鮮人宗教指導者たちにより、朝鮮半島全体に運動が広がり、これに対し朝鮮総督府は、警察・軍隊による武力鎮圧をおこなった。

### 運動の担い手と形態
運動の担い手はキリスト教、天道教、仏教などの宗教指導者であり、中学生（旧制）を勧誘し、運動の拡大を目論んだ。また、日本に留学していた朝鮮人や上海で反日運動を展開していた朝鮮人たちも関与していた。3月は示威運動に留まっていたが、宗教指導者たちが一般人を扇動したこともあり、4月上旬には朝鮮全土に暴動として広がり、警察署・村役場・小学校等が襲われ、放火・投石・破壊・暴行・惨殺も多数行われる事態となった。朝鮮憲兵隊の記録によれば、３月から４月だけで618か所で847回の騒擾が起こったとする。

## 日本の対応
日本側は憲兵や巡査、軍隊を増強し、一層の鎮圧強化を行った。犠牲者数は朝鮮総督府の公式記録によれば106万人が参加して鎮圧過程で553人が死亡したと記録されている。当時上海に亡命しており、伝聞の情報であると本文中に書かれている朴殷植の『韓国独立運動之血史』によれば、死者7,509名、負傷者1万5,849名、逮捕者4万6,303名、焼かれた家屋715戸、焼かれた教会47、焼かれた学校2に上るという。
こうした中、堤岩里事件が発生した。この事件は4月15日に堤岩里の暴動を鎮圧するため、暴動の指導者20余名を教会に集めて射殺して教会を焼き払った事件である。この事件は指揮官の有田中尉が、朝鮮軍司令官からの暴動鎮圧の訓示を自己の所信で土匪討伐と解して鎮圧したために発生したものであると主張、有田は軍令違反で軍法会議に処されたが「被告の行為は訓示命令を誤解したるに出でて正当に暴動鎮圧の任務に服したるものと言うを得ざるが故に有罪たることを免れざるが如きも、被告は任務遂行上必要の手段にして当然為すべきこととの確信を以てついに及びたるが故に被告の行為は要するにこれを犯意なきものとせざるべからず又これを以て過失による犯罪を構成したるものと認めるを得ざるのみならず他にかかる行為を罰すべき特別の規定存せざるを以て結局被告に対しては無罪の言渡しを為すべきものとす」として無罪の判決を受けた。
また、懲役3年の有罪判決を受けて京城の西大門刑務所で獄死した女性独立運動家の柳寛順は、後に大韓民国で「独立烈士」として顕彰され、韓国ではフランスの国民的英雄ジャンヌ・ダルクになぞらえ「朝鮮のジャンヌ・ダルク」と呼ばれて尊敬を集めている。

### 運動の終息
朝鮮総督府当局による武力による鎮圧の結果、運動は次第に終息へと向かっていった。司法的には以下のように決着がつけられた。逮捕・送検された被疑者は12,668名、このうち3,789名が不起訴により釈放、6,417名が起訴され、残り1,151名は調査中とある（1919年5月8日時点）。1919年（大正8年）5月20日時点で一審判決が完了した被告人は4,026名。このうち有罪判決を受けたのは3,967名。死刑・無期懲役になった者、懲役15年以上の実刑になった者はいない。3年以上の懲役は80名。
きっかけを作った宗教指導者らは、孫秉熙（ソンビョンヒ、天道教の教主）ら8名が懲役3年、崔南善（チェナムソン）ら6名が懲役2年6ヶ月の刑を受け、残る者は訓戒処分または執行猶予などで釈放されている。下級審で3年以上の比較的重い刑を宣告された者でも、最終的には高等法院（最高裁判所）において、保安法及び出版法などの比較的軽い構成要件のみの適用により、刑期も大幅に短縮された。高等法院で確定した刑期も、1920年（大正9年）の大赦令によりさらに半減されている。
一方、司直の手を免れた活動家たちは外国へ亡命し、彼らの国内における独立運動は挫折した。その後の朝鮮半島地域は日本の統治に服し、1945年（昭和20年）の日本敗戦に至るまで大規模な運動は起こらなかった。

## 当時の反響

### 日本
発生当時の新聞の論調は「新聞各紙は各地暴動の状況益々悪化しつつありて近く討伐を令せられるべき旨を報じた」とあり、三一運動を暴動とみなしていたが、一部には運動に同情を寄せる識者もいた。たとえば民本主義を標榜し、大正デモクラシーの主導者となった吉野作造は『中央公論』などに朝鮮総督府の失政を糾弾し、朝鮮の人々に政治的自由を与え、同化政策を放棄せよとの主張を発表した。また孫文との交友で知られる宮崎滔天は運動を「見上げたる行動」と評価し、朝鮮の人々の自由と権利を尊重し、いずれは独立を承認すべきと述べている。この他石橋湛山や柳宗悦なども運動への理解を表明している。こうした言論の影響を受け1926年には、総督府とも親密な副島道正による「朝鮮自治論」が唱えられた。対米関係を念頭に置きながら、一貫して朝鮮民族の参政権賦与を唱える副島の主張は政策として採用されることはなかった。

## 影響と意義
朝鮮史の歴史学者宮田節子は「三・一運動は、独立という目的こそ達成できなかったが、大きな影響と意義をもった運動であった。一部の者だけが決起するのではなく、多くの民衆の参加したことは民族解放運動の画期をなした」としている。
日本及び朝鮮総督府の武断統治を改めさせ、文化政治に変わったとされる。たとえば、憲兵警察制度を廃止し、集会や言論、出版に一定の自由を認めるなど、朝鮮総督府による統治体制が武断的なものから文治的なものへと方針転換される契機となった。朝鮮人による国外での独立運動が活発化する契機となったことや、国内での合法的民族運動を展開する道が開けることになったことは、三・一運動の大きな成果といえる。ただそれは日本当局による皇民化政策のより一層の推進を促す結果となったのも事実である。三・一運動後、国内の組織的抵抗が日本側の弾圧によってほとんど不可能になった1922年（大正11年）までの間に、民族主義者にも動揺が現れ「漸進主義」と「急進主義」の分化が見られるようになった。やがて愛国的青年層は「実力の養成」「民族精神の発揮」「団結の必要」などを叫んで「婉曲に排日思想を鼓吹」していたので、総督府側はこの気運を利用し、非難の方向をそらすために「文化運動」が唱えられた。
他にも、三・一運動で掲げられた要求を受け、総督武官制、軍隊統率権の廃止、地方制度の改正、結社の制限廃止などの法制度改革を一挙に進めていった。こうして、三・一運動を招いた反省から、武断的な統治を文化統治へ大きく改めた結果、以降は日本統治に対する抵抗といえる抵抗が全くみられなくなった。
また、労働運動・農民運動・女性運動・青年運動や衡平運動（朝鮮の部落解放運動）などの大衆運動はこの三･一運動がその出発点として本格的に展開されることになったとされる。
三・一運動の様子を描写したレリーフが現在の韓国首都であるソウル特別市（旧：京城府）のタプコル公園に設置されている。また、現在の大韓民国憲法の前文にも「我々大韓国民は3・1運動で成立した大韓民国臨時政府の法統と…」との記述がある。韓国政府の正統性の象徴として見る。
一方北朝鮮では否定的に評価されており、金日成は運動の指導部を「ブルジョア民族主義者」「崇米事大主義者」とみなし、ウィルソンの「民族自決論」についてもソ連の内部分裂を図った政略に過ぎず、そのようなものに期待したことが誤りであるとしている。